# Florence Harding
Florence Mabel Kling "Flossie" Harding, född som Florence Kling 15 augusti 1860 i Marion, Ohio, död 21 november 1924 i Marion, Ohio, var en amerikansk presidentfru 1921-1923, gift med president Warren G. Harding.

## Biografi
Florence Harding var dotter till en bankir, som var den rikaste mannen i den lilla staden Marion, Ohio. Nitton år gammal rymde hon med Henry DeWolfe, som var det "svarta fåret" i en familj i trakten. Ett år senare övergav han henne och deras nyfödde son och hon tvangs återvända till sin synnerligen stränge far.
Sedan hennes skilsmässa vunnit laga kraft, gifte hon sig den 8 juli 1891 med den fem år yngre Warren Harding. Hon tog över affärssidan i tidningen Marion Star, som Harding precis blivit ägare till. Hon anses ha inspirerat Harding till hans politiska karriär och i politikerkretsar i Ohio kallades hon för "hertiginnan".
Under sin tid i Vita huset engagerade hon sig starkt i det politiska livet, och utpekades ofta för att ha förespråkat olika utnämningar och fäst makens uppmärksamhet på en mängd frågor. Hon tog ställning för många olika frågor offentligt och var särskilt engagerad i kvinnors rättigheter och blev något av en representant för den samhällsengagerade nya kvinnan efter införandet av rösträtt för kvinnor. Hon deltog ofta i representativa uppgifter och var ett känt ansikte i pressen. I Vita huset ansågs hon vara en elegant värdinna i sällskapslivet.
Hon överlevde sin make med ett år; hon avled 21 november 1924.